# Udet U 8
Udet U-8 Limousine var ett tyskt transport- och passagerarflygplan.
U-8 var ett högvingat monoflygplan med plats för tre passagerare i en inglasad täckt kabin. Flygplanet var försett med ett fast hjullandställ och en sporrjäder som avlastning under fenan. Fyra flygplan av grundmodellen U 8 tillverkades ett levererades till Nordbayeriche Verkehrsflug GmbH medan de övriga levererades till Deutsche Aero-Lloyd GmbH. 1926 överförde Deutsche Aero-Lloyd sina två kvarvarande U 8 flygplan till DLH där de var i tjänst fram till 1928. Flygplanet vidareutvecklades till modell U 8a, där hela vingen var omkonstruerad vingarean ökades med 7 m², och flygplanet försågs med den kraftigare Siemens & Halske Sh 12 motorn. Flygplanets tomvikt ökade därmed med 190 kg, trots den kraftigare motorn minskades max hastighet till 145 km/h medan räckvidd ökade till 520 km. Ett flygplan tillverkades som levererades till Nordbayeriche Verkehrsflug 1925, flygplanet överfördes 1926 till DVS för utvärdering. 26 juni 1929 totalhavererade flygplanet.

## Varianter
- U 8 - med en Siemens & Halske Sh 6 stjärnmotor
- U 8a - med en Siemens & Halske Sh 12 stjärnmotor och 7 m² större vingyta